# Marine Sulphur Queen
La Marine Sulphur Queen è stata la prima nave cisterna al mondo per il trasporto dello zolfo liquido. La nave scomparve con tutto l'equipaggio durante un viaggio da Beaumont a Norfolk il 4 febbraio 1963. La sua sparizione, spiegabile con il naufragio nel mare in burrasca dovuto ad un'esplosione, a capovoglimento o ad un cedimento strutturale, date le pessime condizioni in cui la nave versava, è stata collegata al cosiddetto Triangolo delle Bermude. La Marine Sulphur Queen era una nave cisterna T2, originalmente chiamata Esso New Haven. Il relativo numero ufficiale era 245295 e le relative lettere di chiamata radiofonica erano KWPO.
Esso New Haven: completato da Sun Shipbuilding e Dry Dock Company, Chester (Pennsylvania), nel marzo 1944, scafo numero 407 del cantiere. Convertita nel 1960 per trasportare zolfo all'ingrosso dall'acciaio Co. de Bethlehem, della Sparrows Point, da MD (7,240GRT) e cambiando il nome in Marine Sulphur Queen, effettuò 63 viaggi prima di quello finale.

## La scomparsa
Il 2 febbraio 1963 la Marine Sulphur Queen partì da Beaumont (Texas), per Norfolk (Virginia), con un carico di 15.260 tonnellate di zolfo fuso. Il 4 febbraio la nave inviò un messaggio radio ordinario, in cui dava la propria posizione in 25°45' N e 86° O (230 miglia ad ovest di New Orleans); al momento del messaggio la nave era in navigazione in un mare prossimo alla burrasca, con onde di quasi cinque metri e venti da nord compresi tra i 25 ed i 46 nodi. Il 6 febbraio fu annunciata la scomparsa della nave; in 19 giorni di ricerche nello stretto della Florida, dove si pensava che la nave fosse affondata, vennero rinvenuti solo alcuni giubbotti salvagente e rottami, ma nessun superstite o corpo dei 39 uomini di equipaggio. Circa due settimane dopo la scomparsa il mare portò a riva nei pressi di Key West (Florida) resti di una zattera, un giubbotto salvagente ed un remo spezzato.

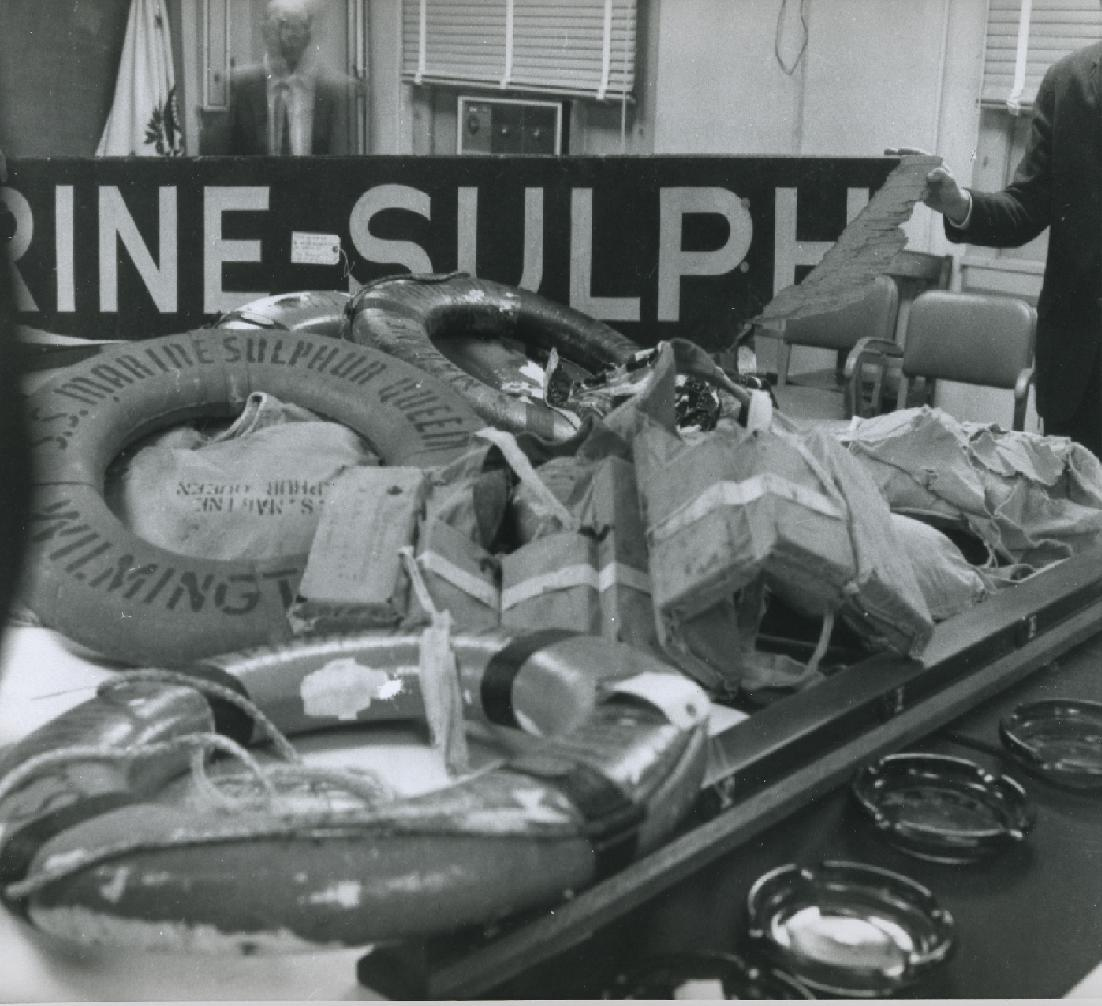
I rottami recuperati dalla guardia costiera durante le ricerche della Marine Sulphur Queen, nel febbraio 1963.

La successiva inchiesta da parte della US Coast Guard portò a concludere che la Marine Sulphur Queen era in cattive condizioni generali. Alcuni membri dell'equipaggio che non erano a bordo della nave nel suo ultimo viaggio testimoniarono che si verificavano continue perdite sotto ed ai lati delle quattro cisterne di zolfo, provocando continui incendi, tanto frequenti che gli ufficiali avevano smesso di suonare l'allarme quando scoppiava un focolaio. Lo zolfo bruciato ed indurito, quando gli incendi venivano spenti, corrodeva gli apparati elettrici della nave, ed almeno una volta aveva mandato in corto circuito il generatore principale di corrente. In un'occasione la nave era arrivata in un porto del New Jersey con un incendio a bordo e, dopo la messa a terra del carico, ne era ripartita ancora in fiamme; i membri dell'equipaggio si erano più volte lamentati del problema.

I continui incendi non erano l'unico problema della Marine Sulphur Queen: il comandante in seconda David Fike riferì di una tubatura del vapore rotta in una delle cisterne, indicatori automatici della temperatura inefficienti e problemi all'elica. La nave avrebbe dovuto essere sottoposta ad un'ispezione in bacino di carenaggio nel gennaio 1963, ma l'ispezione era stata rimandata a causa dei ritardi nelle consegne della Texas Gulf Sulphur Co., che noleggiava la nave (il comandante dell'unità, come riportò Fike, era rimasto sorpreso e rammaricato). 

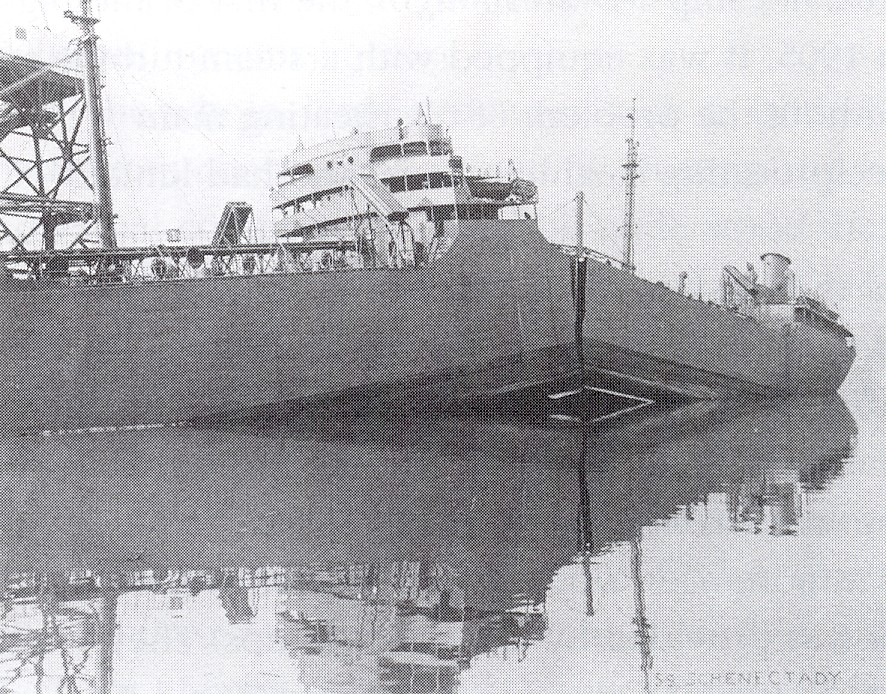
La nave cisterna Schenechtady, spezzatasi in due in porto il 16 gennaio 1943.

Venne inoltre notato che le navi cisterna del tipo T2, cui la Marine Sulphur Queen apparteneva, si spezzavano in chiglia con grande facilità, come dimostra il caso della Schenechtady, una T2 che, due settimane dopo l'ultimazione, si spezzò in due mentre era ormeggiata in porto con bel tempo, di ritorno dalle prove in mare.
Un chimico dichiarò che, qualora il sistema di ventilazione della Marine Sulphur Queen fosse andato in avaria, un'esplosione sarebbe stata una probabilità molto rilevante, ed Adam Martin, la moglie di un macchinista disperso con la nave dichiarò che, quando l'aveva vista, le era sembrata “an old garbage can afloat” (un vecchio bidone di spazzatura galleggiante).
Concludendo l'inchiesta, la Guardia Costiera statunitense concluse che la nave era presumibilmente affondata con tutto l'equipaggio il 4 febbraio 1963 nei pressi dello stretto di Florida; non era possibile determinare con certezza, mancando superstiti o testimoni, la causa della perdita, ma le ipotesi verosimili apparivano essere un'esplosione nelle cisterne del carico, un cedimento strutturale che avesse provocato la rottura della chiglia e lo spezzarsi in due della nave, il capovolgimento della nave a causa del rollio, od un'esplosione provocata dalla saturazione di uno spazio vuoto da parte del vapore. La Guardia Costiera suggerì inoltre di evitare la trasformazione di altre navi T2 in navi per il trasporto di zolfo, considerando l'anzianità di tali navi e la debolezza della loro struttura.
La Corte d'appello degli Stati Uniti, al processo intentato dai parenti dei dispersi contro gli armatori, concluse che la struttura della nave era in cattive condizioni a causa della conversione in nave cisterna per zolfo, che a causa della posizione delle cisterne il centro di gravità della nave era troppo elevato, provocando un rollio molto pericoloso specie se in condizioni di mare mosso, e che la nave non era stata sottoposta a regolare ispezione e manutenzione da parte degli armatori. La nave venne definita insicura; a conclusione del processo, la corte dichiarò che gli armatori potevano essere ritenuti responsabili dell'inadeguatezza della nave, e decretò il risarcimento dei parenti delle 39 vittime con 20 milioni di dollari, senza però prendere provvedimenti penali nei confronti degli armatori, non essendo possibile determinare la loro colpevolezza oltre ogni ragionevole dubbio, mancando testimoni dell'affondamento della nave.
Una gemella della Marine Sulphur Queen, la Sylvia L. Ossa, scomparve a sua volta il 15 ottobre 1976 in una tempesta ad est di Bermuda, lasciando solo alcuni rottami.